# Marmaduke (strip)
Marmaduke is de naam van een in 1954 gestarte Amerikaanse krantenstrip, die werd bedacht en van begin af aan wordt gemaakt door cartoonist Brad Anderson. Centraal hierin staat de familie Winslow, die bestaat uit vader Phil, moeder Dottie, zoon Billy, dochter Barbara en hun niet altijd even typisch hondachtig gedrag vertonende en weinig gehoorzame Deense dog Marmaduke. De verhalen bestaan uit zowel één-panel prenten (dagelijks) als uit strips van meerdere op elkaar volgende plaatjes (op zondagen).
Anderson won voor zijn werk aan Marmaduke in 1976 de prijs voor beste krantenstrip van de National Cartoonists Society. Hij maakte de strip niet altijd alleen. Van 1955 tot 1962 stond Phil Leeming hem bij en van 1963 tot 1969 Dorothy Leeming. Een live-action verfilming van Marmaduke met dezelfde titel verscheen in 2010. Daarin voorziet acteur Owen Wilson de hond van zijn stem.

## Bundels
Marmaduke wordt behalve in verschillende kranten ook uitgegeven in gebundelde uitgaven. Zo verschenen onder meer:
- Marmaduke Rides Again (1959)
- More Marmaduke (1974)
- The Marmaduke Treasury (1978)
- Down, Marmaduke (1978)
- Marmaduke on the loose (1980)
- Marmaduke, super dog (1983)
- Meet Marmaduke (1983)
- Marmaduke: It's A Dog's Life (1989)
- Marmaduke Laps It Up! (1989)
- Marmaduke, You Dog You! (1989)
- Marmaduke (1991)
- Top Dog: Marmaduke at 50 (2003)